# Mirosternus molokaiensis
Mirosternus molokaiensis là một loài bọ cánh cứng thuộc họ Ptinidae.